# Machal
Machal (hebr. מח"ל), akronim nazwy Mitnadwe Chuc la-Arec (hebr. מתנדבי חוץ לארץ) – żydowscy i nie-żydowscy ochotnicy, którzy w latach 1947–1948 przyjeżdżali do Palestyny, aby wziąć udział w trwającym tam konflikcie żydowsko-brytyjsko-arabskim.
Najwięecej ochotników pochodziło ze Stanów Zjednoczonych i Wielkiej Brytanii. Byli to najczęściej weterani wojskowi z II wojny światowej. Posiadali oni duże doświadczenie bojowe, często byli to piloci wojskowi.
Podczas wojny domowej w Mandacie Palestyny w 1948 roku udział wzięło 1,5 tys. ochotników ze Stanów Zjednoczonych, 500 z Południowej Afryki, 1 tys. z Wielkiej Brytanii i 30 z Finlandii.
Podczas wojny o niepodległość 1948–1949 udział wzięło 3 tys. ochotników z 43 państw z całego świata. W działaniach wojennych zginęło 119 z nich.
Po ukończeniu wojny w 1949 większość spośród ochotników powróciła do swoich krajów, jednak niektórzy pozostali w Izraelu. Grupa weteranów Machal utworzyła wieś Kefar Danijjel w pobliżu miasta Lod.